# Osip Šest
Osip Šest, slovenski gledališki režiser, igralec, pedagog in publicist, * 23. julij 1893, Metlika, † 22. maj 1962, Golnik.

## Življenje in delo
Rojen v Metliki 23. julija 1893, očetu Andreju Šestu, nadučitelju v Metliki, in Mariji rojeni Andolšek, učiteljici v pokoju. Obiskoval je ljudsko šolo v Krškem in Cerknici (1899-1904), realko v Ljubljani (1904–1911), nato enoletni gledališki tečaj pri Milanu Skrbinšku in Ottovo gledališko šolo na Dunaju. Po poskusnem igralskem nastopu 16. februarja 1913 v ljubljanskem slovenskem deželnem gledališču v A. Schwagerja dijaški tragediji Red iz nravnosti je 1914 postal redni član ljubljanskega gledališča, se udeležil njegove daljše turneje (12. april–20. junij) po Istri, v Trstu, po Gorenjski, Štajerski, Dolenjski. V počitnicah 1913 in 1914 je nastopal v Litomeřicah in Chomoutovu na Češkem. Leta 1915 je bil kot avstrijski vojak zajet. Kot ruski vojni ujetnik je deloval v gledališču v Rjazanu in Moskovskem narodnem domu, se junija 1919 vrnil domov, bil od sezone 1919–1920 igralec in režiser v Slovenskem narodnem gledališču v Ljubljani ter se 23. novembra 1923 poročil z igralko Nano Wintrovo. Ostal je v Ljubljani, z izjemo sezone 1945–1946, ko je bil brez službe, in 1946–1947, ko je bil prideljen SNG v Mariboru. 23. marca 1952 je praznoval 40-letnico svojega dela, bil 31. decembra 1952 upokojen. Kot mednarodno priznan umetnik je prejel 1925 diplomo francoskega ministrstva za prosveto v Parizu, doma pa naslov profesor in višji režiser. Leta 1965 so mu v Metliki odkrili spominsko ploščo.
Kmalu po prvi svetovni vojni je nasledil Ignacija Borštnika. Kot vzgojitelj je od 1919–1945 predaval gledališko igro in recitacijo na konservatoriju Glasbene matice; vodil dramsko šolo Združenja gledaliških igralcev, od 1954 na Akademiji za glasbo operno dramaturgijo, režijo in dikcijo v dramski šoli. Njegovo publicistično delo je bilo povezano z režiserskim (dramarurške analize, režijski pogledi, priložnostni članki). Objavil je tri samostojne knjige: Kar po domače (COBISS), Enaintrideset in eden (COBISS) in Sézam odpri se! (COBISS) Prevedel je dramo Karla Čapka R.U.R., ki je izšla leta 1921 pri Zvezni Tiskarni v Ljubljani.
Šest je bil po Milanu Skrbinšku prvi moderni režiser na Slovenskem. Na popotovanjih po Evropi se je seznanil z novimi tokovi in dobil marisikatero spodbudo za delo v slovenskih gledališčih. Bil je izrazit »vizualist«, ki se je manj posvečal igralcu in notranji režiji.